# بيتر هيرمان أدلر
بيتر هيرمان أدلر (بالإنجليزية: Peter Herman Adler)‏ هو موزع أمريكي، ولد في 2 ديسمبر 1899 في يابلونتس ناد نيسو في التشيك، وتوفي في 2 أكتوبر 1990 في Ridgefield, New Jersey ‏ في الولايات المتحدة.

## وصلات خارجية
- بيتر هيرمان أدلر على موقع IMDb (الإنجليزية)
- بيتر هيرمان أدلر على موقع ميوزك برينز (الإنجليزية)
- بيتر هيرمان أدلر على موقع ديسكوغز (الإنجليزية)
- بيتر هيرمان أدلر على موقع قاعدة بيانات الفيلم (الإنجليزية)